# Amalia Fleming
Lady Amalia Fleming (geborene Amalia Koutsouri-Vourekas; * 28. Juni 1912 in Konstantinopel; † 26. Februar 1986 in Athen) war eine griechisch-britische Ärztin, Aktivistin und Politikerin (PASOK).
Fleming wurde 1912 in Konstantinopel, dem heutigen Istanbul, geboren. Sie zog nach Griechenland und war während der Besatzung Griechenlands im Zweiten Weltkrieg am Widerstand beteiligt und dafür von den Italienern inhaftiert. 1953 heiratete sie Alexander Fleming, er verstarb jedoch 1955.
Sie kehrte 1963 nach Griechenland zurück und wurde wegen Unterstützung eines Attentäters unter der griechischen Militärdiktatur verhaftet. 1971 wurde sie für sechs Monate aufgrund von gesundheitlichen Problemen freigelassen, aber dann nach drei Wochen ins Exil geschickt, die Griechische Staatsangehörigkeit ihr entzogen. Im Exil verfasste sie das Buch A Piece of Truth über ihre Gefangenschaft und den Prozess des Widerstandskämpfers Alekos Panagoulis. In London arbeitete sie mit Melina Mercouri und Eleni Vlachos von der Zeitung Kathimerini gegen die Militärdiktatur.
Nachdem die Diktatur 1974 gefallen war, kehrte Fleming nach Griechenland zurück. Sie trat der sozialdemokratischen Partei PASOK bei und wurde 1977, 1981 und 1985 ins griechische Parlament gewählt. Sie war außerdem Präsidentin der Vereinigung griechischer Wissenschaftlerinnen und erste Vorsitzende der griechischen Sektion der Menschenrechtsorganisationen Amnesty International. Zudem war sie bei Democratic Concern, und der Human Rights Union aktiv.
Fleming initiierte und gründete 1965 die Alexander Fleming genannte griechische Stiftung für biologische Grundlagenforschung, die später in ein biomedizinisches Forschungszentrum umgewandelt wurde, das als Non-Profit-Organisation auf verschiedenen biologischen und medizinischen Bereichen forscht.
Amalia Fleming starb 1986. Im gleichen Jahr wurde in Athen ein Krankenhaus gegründet und zu ihren Ehren Sismanogleio-Amalia Fleming-Krankenhaus genannt.